# Massier (céramistes)
Pour les articles homonymes, voir Massier.

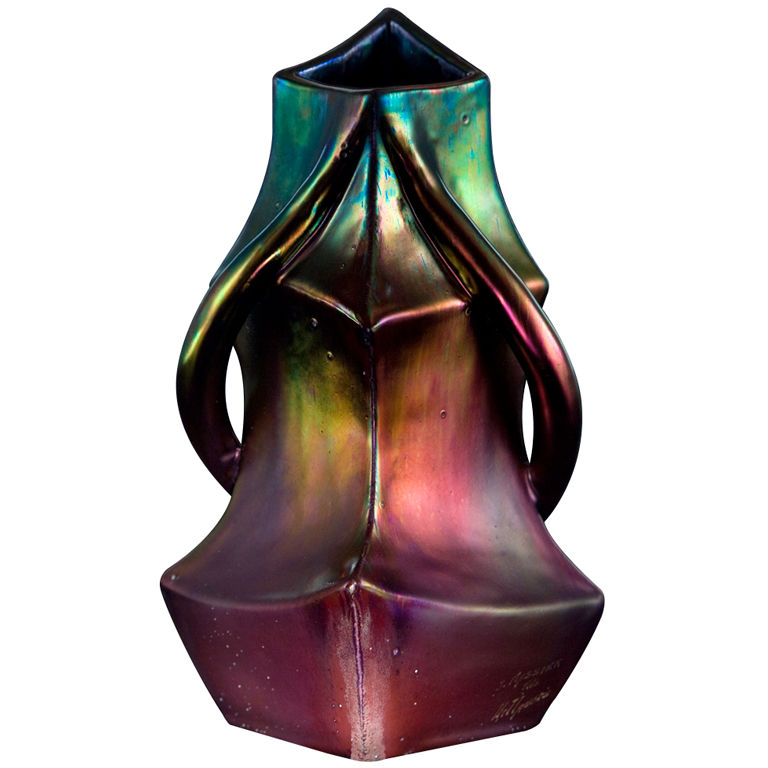
Vase à glaçure irisée, manufacture Jérôme Massier Fils.

Les Massier (Jérôme, Clément, Delphin, Cédric) sont une dynastie de céramistes qui remonte au-delà de la Révolution française et qui joua un rôle clé dans la renaissance de la céramique de Vallauris.

## Historique
Clément Massier est considéré comme le fondateur au début du XXe siècle de l’industrie céramique moderne de Vallauris. D'un naturel créatif, Clément Massier (1844 Vallauris - 1917 Golfe-Juan) fut d'abord ouvrier dès 1856 chez son père Jacques (1801-1871). Il fut initié à la poterie par Gaetano Gandolfi, un maître-céramiste italien engagé par son père. Gandolfi sera l'initiateur de plusieurs techniques, parmi lesquelles la faïence émaillée, qui feront la renommée de la maison Massier. Dès lors, la production se distinguera par son originalité, abandonnant la poterie utilitaire au profit d'une création exclusivement artistique.

Les trois entreprises Massier, dirigées par les frères Clément et Delphin et le cousin Jérôme, formeront bientôt une des productions majeures de Vallauris.

### Un entrepreneur de la céramique

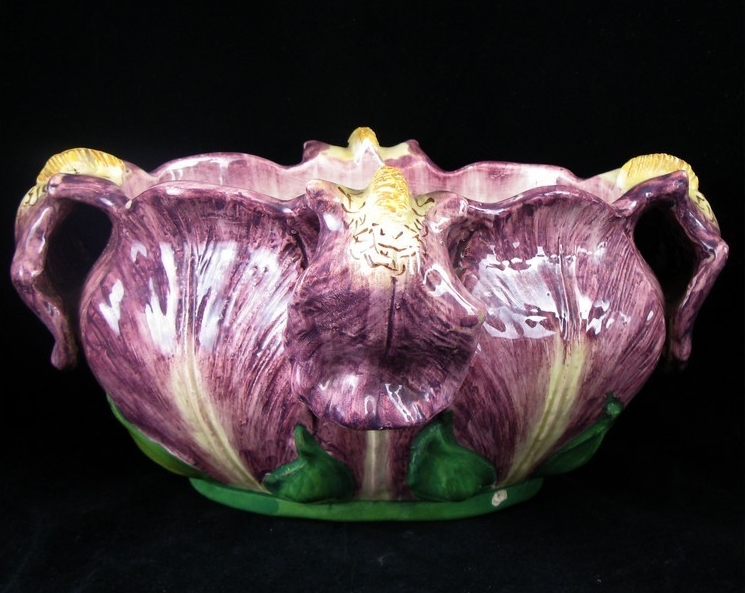
Jardinière aux iris par Delphin Massier, Vallauris, vers 1900

À la mort de son père, Clément s'associe dans un premier temps avec son frère Delphin Massier pour créer finalement sa propre fabrique en 1883 en dehors de Vallauris. Son implantation à Golfe-Juan, sur la route reliant Monaco, Nice et Cannes lui permettra d'atteindre le tourisme fortuné et cosmopolite et de bénéficier de la proximité du chemin de fer pour expédier ses produits manufacturés.
Un an plus tard, son entreprise emploie déjà 120 ouvriers. Un véritable réseau de commerce est mis en place grâce à la diffusion de catalogues détaillés en France et à l'étranger. Clément Massier devient un véritable entrepreneur en ouvrant des points de vente dans sa propre région, mais aussi dans la capitale et jusqu'en Allemagne. En 1887, il deviendra fournisseur officiel de la couronne d'Angleterre.
Clément travaille aussi avec des artistes de renom comme le sculpteur écossais Alexandre Munroe, le céramiste Félix Optat Milet formé à Sèvres, le sculpteur James Vibert, le peintre Jules Scalbert.
Mais ce sera surtout l'artiste Lucien Lévy-Dhurmer qui travaillera pour Clément Massier de 1887 à 1895 comme directeur artistique de la manufacture. 

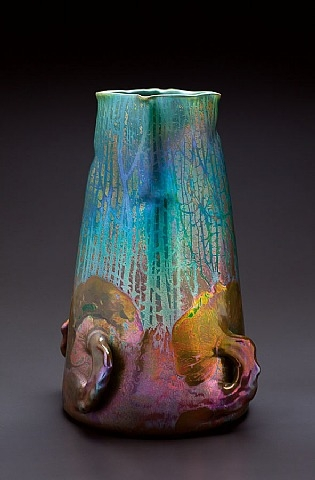
Vase en grès à couverte irisée, Clément Massier, vers 1900, Vallauris, France

 Il fera découvrir à Massier les céramiques Hispano-mauresques de sa collection et leurs splendides reflets irisés. On retrouve d'ailleurs des motifs persans et arabes sur les premières productions de céramiques irisées de Massier.

### L'invention de la céramique irisée
La compétition des manifestations artistiques pousse Clément à effectuer des recherches passionnées pour la mise au point de nouveaux types de faïences à reflets métalliques. Lors de l'exposition universelle de 1889, ses céramiques turquoise au lustre métallique lui valent une médaille d'or.
 
Grâce à ses travaux chimiques, il s'impose comme un des principaux créateurs de la céramique irisée, produisant une œuvre d'une grande diversité. 
Un de ses ouvriers, Dominique Zumbo va cependant égaler le maître en améliorant la diversité des irisés métalliques, allant jusqu'à lui ravir la médaille d'or de l'exposition universelle de 1900 à Paris.
À partir de 1905, Clément Massier produira également de la poterie culinaire de luxe, des articles utilitaires (cendriers, boites d'épingles et même des tuiles et éléments pour l'architecture...).
Après sa mort le 14 mars 1917, l'entreprise de Clément Massier sera reprise par ses filles qui rééditeront les œuvres de leur père. 
Le fils d’un modeleur de la fabrique de poterie d’art Massier, Antoine Ambrosio-Donnet, obtiendra par deux fois (en 1913 et 1914) un second prix de Rome de sculpture.
De son côté, la fabrique de Jérôme Massier Fils (1820-1909) sera vendue à P. Perret le 3 mai 1899. Elle sera reprise en octobre 1909 par sa fille Jeanne Massier et son gendre Marc Clergue. En 1930, leur fils Jean Clergue poursuivra les fabrications jusqu'en 1953 en utilisant le tampon "J MASSIER VALLAURIS" .

Alain Maunier, neveu de Jean Clergue reprendra à son tour l’entreprise "Jérôme Massier Fils" et l’exploitera jusqu’à sa fermeture définitive en 1990.